# Druhá Bulharská říše
Druhá Bulharská říše (bulharsky Второ българско царство Vtorо Bălgarskо Tsartsvo) byl středověký bulharský stát, který existoval mezi lety 1185 a 1396 (či 1422) Tento následnický stát První Bulharské říše dosáhl svého vrcholu za vlády cara Kalojana a Ivana Asena II., aby poté postupně upadal a nakonec byl dobyt vojsky osmanské říše kolem přelomu 14. a 15. století. Jeho následnickým státem bylo Bulharské knížectví a posléze carství, vzniklé roku 1878.

## Historie

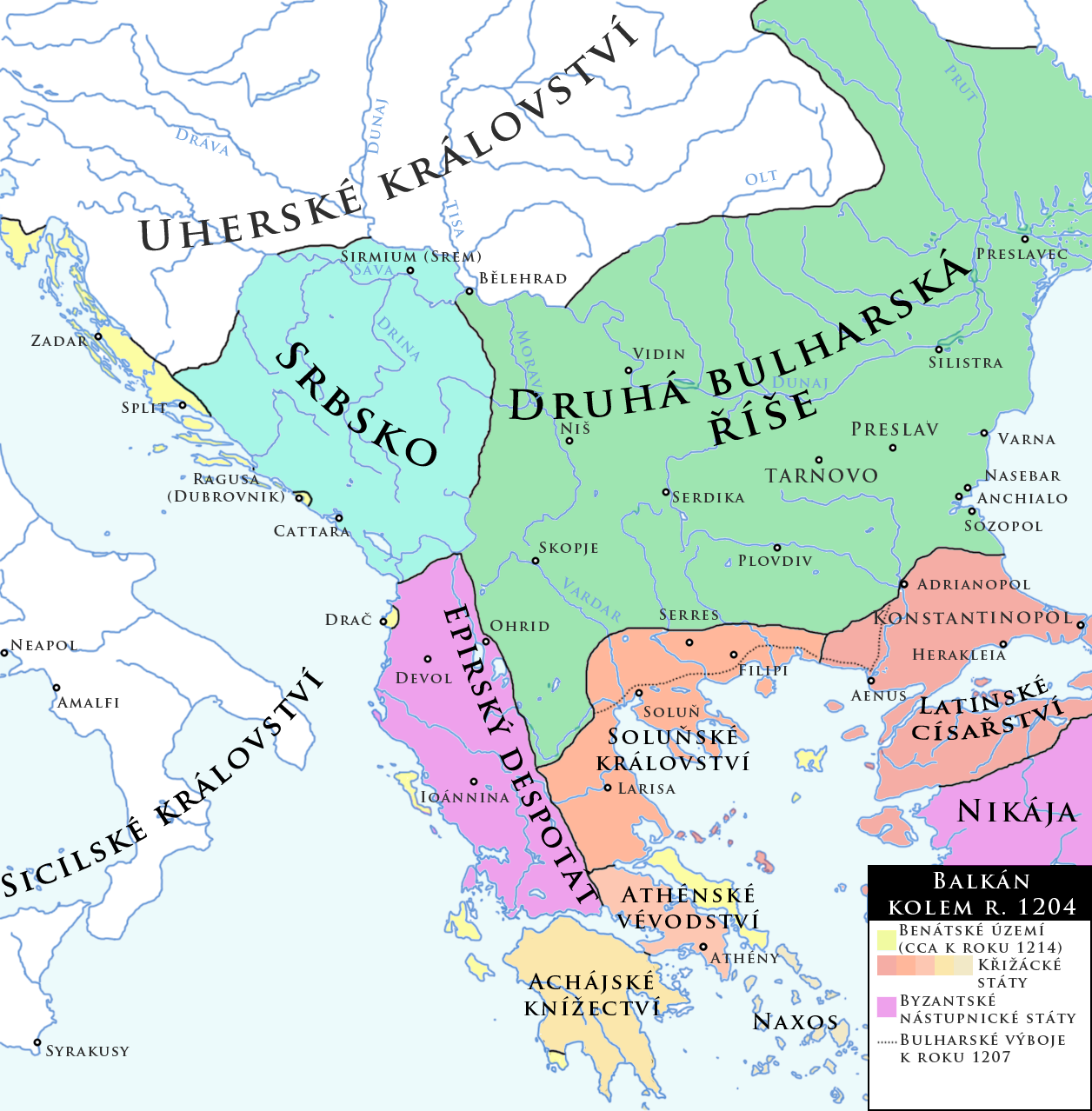
Druhá Bulharská říše se sousedy na počátku 13. století

Až do roku 1256 si druhý bulharský stát udržel v oblasti Balkánu dominantní postavení. Byzantinci byli v několika velkých bitvách poraženi a roku 1205 Bulhaři pod vedením cara Kalojana drtivě zvítězili nad nově vzniklým Latinským císařstvím v bitvě u Adrianopole. Kalojanův synovec Ivan Asen II. zvítězil nad Epirským despotátem a učinil z Bulharska jednu z vedoucích evropských mocností. Ke konci 13. století však říše začala vlivem nájezdů Tatarů, Byzantinců a Maďarů a také kvůli četným povstáním a nejisté vnitropolitické situaci upadat. Kolem přelomu 14. a 15. století pak bylo upadající Tarnovské carství dobyto Osmanskými Turky.

Bulharsko ve 14. století: Tarnovské carství (uprostřed), Vidinské carství (světle) a Dobrudžský despotát (tmavě)

Kulturně byla Bulharská říše jednou z nejvíce vyvinutých států tehdejší Evropy. Přes silný vliv byzantské kultury dokázali bulharští architekti a umělci vytvořit svůj vlastní odlišný styl. Největší rozkvět literatury a umění pak přišel ve 14. století.